# Boreochiton beringensis
Boreochiton beringensis is een keverslakkensoort uit de familie van de Mopaliidae.